# Heriades truncorum
Heriades truncorum — палеарктический вид пчёл из подсемейства Megachilinae.

## Описание
Самец длиной в 7—8 мм, а самка 7—7,7,5 мм. Время лёта июня по сентябрь.

## Экология и местообитания
Встречаются на лугах, где опыляют и питаются нектаром пижмы обыкновенной (Tanacetum vulgare). В гнёздах паразитирует оса Monosapyga clavicornis представитель семейства Sapygidae.